# コールド・ウェイヴ
コールド・ウェイヴは、1970年代後半にフランスとベルギーで起きた音楽のムーヴメントを指す。電子楽器の不遜で淡々としたトーンやミニマルな使用法が特徴である。Korg MS-20などのように手頃かつ携帯可能なシンセサイザーが登場し、パンクロックバンドがそのようなシンセを使い始めたことでこのシーンは誕生した。
コールド・ウェイヴは、はじめはダーク・ウェイヴ、ゴシック・ロック、デスロックの同義語であった。のちに、この用語は回顧的なジャンルであるミニマル・ウェイヴやミニマル・シンセの元に組み込まれることになる。

## 歴史
コールド・ウェイヴという用語の初出は1977年11月26日に発売されたイギリスの音楽誌Soundsの表紙である。クラフトワークのラルフ・ヒュッターとフローリアン・シュナイダーが写っている写真の下に、"New musick:  The cold wave"と書かれている。この年、クラフトワークはヨーロッパ特急をリリースしている。コールド・ウェイヴという言葉は次の週に発売されたSounds誌のスージー・アンド・ザ・バンシーズに関する記事の中で、ジャーナリストのVivien Goldmanによって再び使われている。1977年に、スージー・アンド・ザ・バンシーズは自分たちの音楽性を「冷たく、機械的であると同時に、情熱的でもある」と表現している。Sounds誌はバンドの将来性について、「70年代から80年代へ向けてコールド・ウェイヴが轟音を立てて突き進んでいく音に耳を傾けよ」と予言している。黎明期のコールド・ウェイヴバンドの歌詞は英語ではなく、その作品もアメリカ国内では販売されないことが多かったが、1980年代初頭になるとフランスやベルギーで英語で歌う新たなシーンがうまれた。Viceによれば、その中でももっとも著名なアーティストはMarquis de Sade、アサイラム・パーティ、Twilight Ritualであるという。

## アーティスト一覧
- アサイラム・パーティ（英語版）[7]
- Marquis de Sade[7]
- Twilight Ritual[7]

## 関連文献
- Mercer, Mick (1993). Gothic Rock. Los Angeles: Cleopatra Records
- Mercer, Mick (1996). “France", "Belgium”. Hex Files: The Goth Bible. Woodstock: The Overlook Press. pp. 20–23, 25–34